# Grzegorz Urbanek
Grzegorz Jacek Urbanek (ur. 1964 w Łodzi) – polski ekonomista, nauczyciel akademicki, profesor nadzwyczajny Uniwersytetu Łódzkiego i jego prorektor w kadencji 2016–2020.

## Życiorys
W 1988 ukończył studia na Uniwersytecie Łódzkim. Doktoryzował się w zakresie nauk o zarządzaniu w 1999 na Wydziale Zarządzania uczelni macierzystej w oparciu o pracę pt. Zarządzanie marką jako element budowy przewagi konkurencyjnej przedsiębiorstwa, której promotorem był dr hab. Jan Jeżak. Stopień naukowy doktora habilitowanego uzyskał w 2008 na UŁ na podstawie rozprawy zatytułowanej Pomiar kapitału intelektualnego i aktywów niematerialnych przedsiębiorstwa.
Zawodowo związany z Uniwersytetem Łódzkim. W 2008 objął stanowisko profesora nadzwyczajnego w Katedrze Finansów i Strategii Przedsiębiorstwa. W latach 2012–2016 pełnił funkcję prodziekana Wydziału Zarządzania UŁ. Wybrany na prorektora Uniwersytetu Łódzkiego na kadencję 2016–2020.
Specjalista w zakresie zarządzania wartością i wyceną wartości przedsiębiorstwa oraz wyceną aktywów niematerialnych i własności intelektualnej.
Odznaczony Srebrnym Krzyżem Zasługi (2016).